# Atentados de Caracas de 1993
Los atentados de Caracas de 1993 fueron una serie de atentados terroristas con fines económicos en Caracas, Venezuela que iniciaron el 19 de julio con la explosión de un sobre bomba en la Corte Suprema de Justicia y entre los cuales destacó la explosión de un carro bomba el 18 de agosto de 1993 en el estacionamiento del Centro Ciudad Comercial Tamanaco (CCCT) que provocó tres heridos, cerca del aeropuerto La Carlota, una de las principales bases militares de Caracas.

## Atentados
Entre el 16 y 31 de julio toman lugar una serie de ataques con sobres bombas en diferentes zonas de Caracas. El más relevante, el entregado en la sede de la Corte Suprema de Justicia de Venezuela. Hugo Betancourt Zerpa, archivista de la Sala Plena al manipular el sobre activó el mecanismo explosivo, el cual mutiló su mano izquierda, hiriendo, además, a su compañero de trabajo José Francisco Urbano. Los sobres fueron entregados en diferentes sitios en orden cronológico, en la casa del Magistrado Alirio Abreu Burelli, en la sede de la Corte Suprema de Justicia, casa del presidente de la Magistratura Gonzalo Rodríguez Corro, una semana más tarde en una estación de servicio de Altamira estalló un paquete, ese mismo día otro artefacto estalla frente a la embajada de Colombia, otro sobre es entregado en la Escuela de Enfermería de la UCV y el 31 de julio otro dispositivo explosivo es activado en la sede de Fedecamaras. Por los atentados fue detenido el ex comisario de la DISIP José Maximiliano Monsalve Planchart.[cita requerida]
Entre los atentados destacó la explosión de un carro bomba el 18 de agosto de 1993 en el estacionamiento del Centro Ciudad Comercial Tamanaco (CCCT) que provocó tres heridos, cerca del aeropuerto La Carlota, una de las principales bases militares de Caracas.

## Motivos y responsabilidad
Ninguna organización se responsabilizó por el atentado del 18 de agosto. Las explosiones forzaron bajas en la Bolsa de Caracas y en los mercados internacionales en los cuales cayeron los precios de bonos que el Estado venezolano tenía en venta. Además, los acusados obtuvieron beneficios con la venta de vidrios de seguridad a través de Proglass de Venezuela, empresa de Ramiro Helmeyer, uno de los acusados.
Las detenciones fueron anunciadas por el comisario Orlando Jordán Petit el 8 de octubre, director del Cuerpo Técnico de Policía Judicial (PTJ), luego de un interrogatorio de dos días a Ramiro Helmeyer, quien se entregó a la policía y confesó su participación en el atentado. Helmeyer fue un exfuncionario de la DISIP, dirigió la fabricación, el transporte, la colocación y la detonación de las bombas, era buscado por la policía estadounidense desde 1982 acusado de tráfico de armas y la DEA lo identificó como parte de una banda de narcotraficantes de la que formaban parte el gobernador de Caracas. El comisario Jordán declaró que el objetivo «era manipular el mercado bursátil, de manera de lograr que cada vez que estallara un artefacto se creara una situación de inestabilidad, bajaran las acciones de la Bolsa de Caracas para comprarlas baratas y luego venderlas a un precio mayor» y que entre los acusados figuran los más altos responsables de tres entidades financieras y el expresidente de CANTV, Thor Halvorssen. Los arrestos confirmaron parcialmente la denuncia del ministro del interior, Carlos Delgado Chapellín, quien hace tres días había declarado que los atentados fueron cometidos por miembros del sector financiero. En 1978, Halvorssen fue nombrado por el presidente Carlos Andrés Pérez como enlace oficial de Venezuela en el Consejo de Seguridad de Estados Unidos para asuntos de narcotráfico.
Otros detenidos fueron Álvaro Campins Camejo, presidente de Asfastrol (financiera con intereses en el exterior), liberado inmediatamente luego de hacer su declaración a las autoridades investigadoras; Gustavo José Mancera, abogado y asesor financiero del expresidente Luis Herrera Campíns; José Ibrahim, presidente de Serfincor (intermediaria de capitales); Alan Torres Oliver, presidente de Serfin ST; András Manuel Rodríguez, de la misma empresa, y Danilo Diazgranados, de Fisa Unión. Igualmente, en una población del interior del país se entregó Carlos Freddy Gamboa, otro de los implicados por Helmeyer en su confesión.
La Bolsa de Caracas y tanto los gremios bancarios como financieros exigieron pruebas de los señalamientos del ministro y ofrecieron sus archivos para que la policía buscara indicios. Noris Aguirre, presidente de la Bolsa de Caracas, declaró el 12 de octubre que si bien «las jornadas bursátiles anteriores a la explosión del carro-bomba mostraron repuntes importantes en su índice general» un día después de la explosión del artefacto no se nota que el índice haya sufrido hacia la baja una variación importante como para provocar un «caos económico» o una especulación inducida que le permitiera a los compradores o vendedores alzarse con ingentes ganancias. Por su parte, el banquero Carlos Escotet sostuvo que las ganancias pudieron «haber sido iguales tanto si se especula en la Bolsa de Caracas como en los mercados internacionales... Lo que sí es distinto es la complejidad de la operación. Aunque parezca extraño, es más sencillo realizar operaciones de muy corto plazo en mercados externos que en las bolsas venezolanas».
Durante el encarcelamiento de 74 días de Thor Halvorssen su hijo, Thor Halvorssen Mendoza, lideró una campaña para la liberación de su padre, por Amnistía Internacional, la Sociedad Internacional para los Derechos Humanos y por Comités Helsinki en varios países. Finalmente Halvorssen fue encontrado inocente de todos los cargos. Ramiro Helmeyer fue condenado a treinta años de prisión por el atentado, la pena máxima en Venezuela, pero fue liberado el 15 de enero de 2000 durante la presidencia de Hugo Chávez.